# Rossinyol bord gros
La rossinyol bord gros (Cettia major) és una espècie d'ocell de la família dels cètids (Cettiidae). Es troba a Bhutan, Xina, l'Índia, Nepal i Myanmar. Els seus hàbitats principals són els boscos temperats i les praderies i matollars temperats,. El seu estat de conservació es considera de risc mínim.